# Wanquetin
Wanquetin là một xã ở tỉnh Pas-de-Calais, vùng Hauts-de-France của Pháp.

## Địa lý
Wanquetin có cự ly khoảng 7,5 dặm (12,1 km) phía tây Arras, tại giao lộ của các tuyến đường D59 và đường D7.

## Dân số
| 1962                                                         | 1968 | 1975 | 1982 | 1990 | 1999 | 2006 |
| ------------------------------------------------------------ | ---- | ---- | ---- | ---- | ---- | ---- |
| 540                                                          | 560  | 602  | 642  | 682  | 639  | 695  |
| Số liệu điều tra dân số từ năm 1962: Dân số không tính trùng |      |      |      |      |      |      |

## Địa điểm nổi bật
- Nhà thờ St.Martin, thế kỷ 18.
- Nhà thờ thế kỷ 19.